# Averkij Jakovlevič Severovostokov
Svatý Averkij Jakovlevič Severovostokov (rusky: Аверкий Яковлевич Северовостоков; 1845/1847 – 30. června 1918, Jemaši) byl ruský pravoslavný jerej a mučedník.

## Život
Narodil se kolem let 1845/1847 (přesné datum ani místo není známo). Studoval v Ufském duchovním semináři.
Oženil se s Jevdokií Vasiljevnou roz. Kadomcevou. Spolu měli šest dětí (čtyři synové – Pavel, Porfirij, Petr, Sergej a dvě dcery). Jako otec se svým dětem snažil zajistit dobré vzdělání. Všichni synové absolvovali Ufský duchovní seminář a sloužili v církvi.
V polovině 80. let 20. století byl vysvěcen na kněze. Třicet osm let (až do svého mučednictví) působil v chrámu sv. Jana Zlatoústého ve vesnici Jemaši a byl také učitelem zemské školy. Roku 1889 mu bylo uděleno právo nosit nábederník, roku 1890 skufii a roku 1894 kamilavku. Roku 1910 se stal členem eparchiálního výboru pravoslavné misijní společnosti. Roku 1915 mu byl udělen Řád sv. Anny III. stupně.
Dne 30. června 1918 byl zabit Rudou armádou během molebenu před chrámem v Jemaši. Byl pohřben poblíž chrámu v této obci.
Dne 26. října 1999 byl svatořečen jako místně uctívaný svatý ufské eparchie a roku 2000 byl Svatým synodem Ruské pravoslavné církve zahrnut do Sboru novomučedníků a vyznavačů ruských.